# Konstantin Zhiltsov
Pas d'image ? Cliquez ici
Konstantin Zhiltsov est un copilote russe de rallye automobile né le 6 avril 1965 à Moscou.

## Palmarès

### Rallye Dakar
en catégorie Auto
- 2015: pilote : Vladimir Vasilyev - 5e (1 étape)
- 2014: pilote : Krzysztof Holowczyc - 6e
- 2013: pilote : Leonid Novitskiy - 3e
- 2010: 22e
- 2009: 43e
- 2007: 53e
- 2006

### Coupe du monde des rallyes tout-terrain
- Vainqueur de l'édition 2014, avec le pilote Vladimir Vasilyev, sur Mini All 4 Racing

### Abu Dhabi Desert Challenge
- Vainqueur de l'édition 2015, avec Vladimir Vasilyev
- Vainqueur de l'édition 2014, avec Vladimir Vasilyev
- Vainqueur de l'édition 2012, avec Jean-Louis Schlesser

### Qatar Sealine Cross Country Rally
- 2e de l'édition 2015, avec Vladimir Vasilyev

### Rallye de Tunisie
- Vainqueur de l'édition 2010, avec le pilote Jean-Louis Schlesser